# Irma Wardanjan
Irma Armenakowna Wardanjan (armenisch Իրմա Արմենակի Վարդանյան, russisch Ирма Арменаковна Варданян; * 24. November 1939 in Jerewan) ist eine sowjetische bzw. armenische Physikochemikerin und Hochschullehrerin.

## Leben
Wardanjan studierte 1958–1961 an der Universität Jerewan. Darauf arbeitete sie im 1943 gegründeten Jerewaner Physik-Institut und ab 1967 in dem von Aram Nalbandjan 1959 in Jerewan gegründeten Laboratorium für Physikalische Chemie (seit 1975 Institut für Physikalische Chemie) der Akademie der Wissenschaften der Armenischen Sozialistischen Sowjetrepublik (seit 1991 Armenische Akademie der Wissenschaften). Sie verteidigte 1970 an der Universität Jerewan ihre Dissertation über den Einfluss der Eigenschaften der Oberfläche des Reaktionsgefäßes auf die Formaldehyd-Oxidation mit Erfolg für die Promotion zur Kandidatin der chemischen Wissenschaften.
Im Laboratorium/Institut für Physikalische Chemie war Wardanjan 1972–1977 die wissenschaftliche Sekretärin. Ab 1979 leitete sie das Laboratorium für Radikalkettenreaktionen des Instituts. Sie verteidigte 1980 ihre Doktor-Dissertation über die heterogene Verzweigung homogener Ketten in Prozessen der gasphasigen Oxidation organischer Verbindungen mit Erfolg für die Promotion zur Doktorin der chemischen Wissenschaften 1982. Die Ernennung zur Professorin folgte 1984. Sie wurde 1986 zum Korrespondierenden Mitglied der  Akademie der Wissenschaften der Armenischen Sozialistischen Sowjetrepublik und 1996 zum Vollmitglied der Armenischen Akademie der Wissenschaften gewählt.
Wardanjans Forschungsschwerpunkt war die Atmosphärenchemie. Sie untersuchte die Mechanismen und die Kinetiken von Oxidations- und Entzündungsprozessen.
Neben ihrer Forschungstätigkeit begann Wardanjan 2001, an der Universität Jerewan zu lehren.